# Lê Diễn
Lê Diễn (sinh năm 1960) là một chính trị gia người Việt Nam. Ông từng là Bí thư Tỉnh ủy Đắk Nông, Chủ tịch HĐND tỉnh Đắk Nông, đại biểu Quốc hội Việt Nam khóa XIII, trưởng đoàn đại biểu Đắk Nông.

## Xuất thân
Ông sinh ngày 16 tháng 4 năm 1960 tại xã Cát Lâm, huyện Phù Cát, tỉnh Bình Định.

## Sự nghiệp
Tháng 09.2015 tại Đại hội Đảng bộ tỉnh Đắk Nông lần thứ XI nhiệm kỳ 2015-2020 ông được bầu giữ chức Bí thư Tỉnh ủy. Trước đó ông từng giữ chức Chủ tịch UBND tỉnh Đắk Nông.
Sáng ngày 1/7/2016, tại kỳ họp thứ nhất, HĐND tỉnh Đắk Nông khóa III đã bầu Lê Diễn giữ chức vụ Chủ tịch HĐND tỉnh khóa III với tỷ lệ đạt 100% phiếu bầu.